# میس‌فورچن کوچولو
میس‌فورچن کوچولو یا لیتل میس‌‎فورچن (به انگلیسی: Little Misfortune) یک بازی ویدئویی در سبک ترسناک می‌باشد که توسط استودیوی مستقل سوئدی کیل‌ماندی گیمز توسعه یافته و منتشر شده است. و در ۱۸ سپتامبر سال ۲۰۱۹ برای لینوکس، مک‌اواس و ویندوز، و در ۱۳ فوریهٔ سال ۲۰۲۰ برای اندروید و آی‌اواس و در ۲۹ مهٔ سال ۲۰۲۰ برای پلی‌استیشن ۴، ایکس‌باکس وان و نینتندو سوئیچ منتشر گردید.   این بازی در همان جهان فرن بو جریان دارد، شخصیت اصلی بازی دختری ۸ ساله به‌نام میس‌فورچن می‌باشد که کودکی بی‌ریاست و شوخی‌های سیاه را دوست دارد، همچنین خودش را «خانم کوچولو» وصف می‌کند. او توسط صدایی در سرش در یک بازی برای به‌دست آوردن جایزهٔ سعادت ابدی برای مادرش هدایت می‌شود که به این صدا آقای صدا می‌گوید. او به بنجامین، روباه انسان‌نمایی که صحبت نمی‌کند، علاقه‌مند می‌شود و آقای صدا به‌شدت میس‌فورچن را از برقراری ارتباط با او بر حذر می‌دارد.
مقدمهٔ بازی به نظر مناسب کودکان می‌آید با این حال میس‌فورچن به سرعت خودش را در معرض عناصری از طنز شوک‌آور می‌بیند و یا در حال مواجهه با آنها قرار می‌گیرد از جمله مرگ، الکلیسم، سوءمصرف مواد، خودکشی، برهنگی، فحاشی، نبش قبر، استریپ کلاب، شیاطین، تصادف رانندگی، حیوان‌آزاری و دروگر مرگ.

## پی‌رنگ
داستان این بازی در سال ۱۹۹۳ جریان دارد، میس‌فورچن رامیرز هرنادز دختری هشت‌ساله است که زندگی غم‌انگیز و تنهایی را در کنار والدین بدرفتارش در اطراف شهر خیالی اوپن‌فیلدز، سوئد می‌گذراند. راوی می‌گوید امروز روزی است که میس‌فورچن خواهد مرد و هنگامی که میس‌فورچن می‌گوید که صدای او را می‌شنود، شگفت‌زده می‌شود. راوی که میس‌فورچن او را آقای صدا خطاب می‌کند، وی را دعوت به شرکت در بازی‌ای می‌کند که در آن انتخاب‌هایی انجام دهد که «به‌هیچ‌وجه غلط و درست نیستند، فقط عواقبشان اهمیت دارد» و جایزه‌اش سعادت ابدی خواهد بود. میس‌فورچن نیز با امید اینکه جایزه را برای مادرش ببرد قبول می‌کند و آقای صدا بازی را با درخواست بیرون رفتن از خانه آغاز می‌نماید. او با پیروی از دستورهای آقای صدا در خیابان‌های اوپن‌فیلدز قدم می‌زند و بارها روباهٔ انسان‌نمایی که خودش اسمش را بنجامین گذاشته، مواجه می‌شود. این روباه زمانی که میس‌فورچن به او نزدیک می‌شود پا به فرار می‌گذارد. آقای صدا نیز از وی می‌خواهد که از برقراری ارتباط با این روباه خودداری کند.
میس‌فورچن هنگام تعقیب بنجامین کتابی پیدا می‌کند که در آن گفته شده آقای صدا موجودی در واقع موجودی از بعد دیگری‌ست و نامش «مورگو» است. بنجامین نیز به‌طور واضحی به نظر می‌رسد «نگهبانی» است که سعی دارد کودکان را از چنگ مورگو نجات دهد، اما از مستقیماً ارتباط برقرار کردن با آن‌ها منع شده است. پس از اینکه میس‌فورچن از دست مورگو می‌گریزد، خود را در حیاط خانه‌اش می‌یابد و جسد خودش را پیدا می‌کند که زیر یک ماشین افتاده، این به این معنی‌ست که او بیشتر مسیر سفر خود را به‌عنوان روح طی کرده بوده‌است. بنجامین نیز از طریق یک دریچه او را واقعیت چهارم می‌بردو در آنجا میس‌فورچن با مرگ روبرو می‌شود که از قبل منتظرش بوده. اگر میس‌فورچن حین بازی روی ۱۶ شیء خاص اکلیل پاشیده باشد، پایان دیگری پخش می‌شود که در آن مادرش سعادت میس‌فورچن را می‌گیرد سپس ماسکش را برمی‌دارد و لبخند می‌زند.